# Danny Lee
Danny Jin-Myung Lee (em coreano: 이진명; Incheon, 24 de julho de 1990) é um jogador profissional de golfe neozelandês. Lee nasceu em Incheon, na Coreia do Sul e aos oito anos de idade emigrou para a Nova Zelândia, naturalizando-se neozelandês no dia 2 de setembro de 2008 em Rotorua, onde frequentou o ensino médio.
Tornou-se profissional em 2009.
Representou a Nova Zelândia no torneio masculino de golfe nos Jogos Olímpicos de Verão de 2016, realizados no Rio de Janeiro, Brasil.